# Herma Bauma
Hermine (Herma) Bauma (Wenen, 23 januari 1915 – aldaar, 9 februari 2003) was een Oostenrijkse atlete, die gespecialiseerd was in het speerwerpen. Ze werd olympisch kampioene en won zeventien maal de nationale titel, waarvan de meeste bij het speerwerpen, maar een aantal in de vijfkamp. Ook was ze een bekend handbalspeelster. Ze behoorde jarenlang tot het Oostenrijkse nationale team en won een zilveren medaille op het WK 1949.

## Biografie
In eerste instantie deed Bauma aan sprint, hoogspringen en verspringen. Per toeval kwam ze in contact met het speerwerpen en werd prompt op zestienjarige leeftijd Oostenrijks kampioene. In 1934 werd ze bij de Vrouwen Wereldspelen tweede met 40,30 m. In 1936 kwalificeerde ze zich met een Europees record van 45,71 voor de Olympische Spelen van 1936 in Berlijn. Hier miste ze met 41,66 op 14 cm na een bronzen medaille in een wedstrijd die, tot grote vreugde van de toeschouwers, werd overheerst door de Duitse atletes Tilly Fleischer (1e met 45,18) en Luise Krüger (2e met 43,29).
Twaalf jaar later was Bauma er op de Olympische Spelen van 1948 in Londen bij het speerwerpen opnieuw bij. Met een beste poging van 45,57 versloeg ze met ruime voorsprong de Finse Kaisa Parviainen (zilver; 43,79) en Deense Lily Carlstedt (brons; 42,08). Hierna wierp ze tweemaal een wereldrecord (1947: 48,21 en 1948: 48,63). In 1950 won ze met 43,87 een zilveren medaille op de Europese kampioenschappen in Brussel.
Na de Olympische Spelen van 1952 zette Bauma een punt achter haar sportcarrière. Tot 1977 gaf ze leiding aan het Bundessportzentrum Südstadt in Wenen. In haar actieve tijd was ze aangesloten bij WAF/Danubia.

## Titels
- Olympisch kampioene speerwerpen - 1948
- Oostenrijks kampioene speerwerpen - 1931, 1932, 1933, 1934, 1936, 1937, 1941, 1942, 1943, 1946, 1947, 1948, 1949, 1950, 1952
- Oostenrijks kampioene vijfkamp - 1932, 1933, 1947

## Persoonlijk record
| Onderdeel               | Prestatie | Datum             | Plaats |
| ----------------------- | --------- | ----------------- | ------ |
| speerwerpen (oud model) | 48,63 m   | 12 september 1948 | Wenen  |

## Wereldrecords
| Oude speer (voor 1999) |                   |       |
| 48,21                  | 29 juni 1947      | Wenen |
| 48,63                  | 12 september 1948 | Wenen |

## Palmares

### speerwerpen
- 1934:  Vrouwen Wereldspelen - 40,30 m
- 1936: 4e OS - 41,66 m
- 1948:  OS - 45,57 m
- 1950:  EK - 43,87 m
- 1952: 9e OS - 42,54 m

1932: Babe Zaharias ·
1936: Tilly Fleischer ·
1948: Herma Bauma ·
1952: Dana Zátopková ·
1956: Inese Jaunzeme ·
1960: Elvīra Ozoliņa ·
1964: Mihaela Peneș ·
1968: Angéla Németh ·
1972: Ruth Fuchs ·
1976: Ruth Fuchs ·
1980: María Colón ·
1984: Tessa Sanderson ·
1988: Petra Felke ·
1992: Silke Renk ·
1996: Heli Rantanen ·
2000: Trine Hattestad ·
2004: Osleidys Menéndez ·
2008: Barbora Špotáková ·
2012: Barbora Špotáková ·
2016: Sara Kolak ·
2020: Liu Shiying ·
2024: Haruka Kitaguchi
- Gemeinsame Normdatei: 1088765556
- Virtual International Authority File: 609145858111623022110